# Höfen (Winnenden)

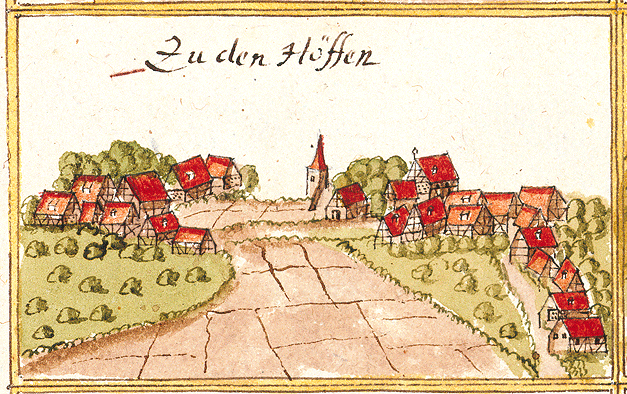
Höfen im 17. Jahrhundert (Ansicht von Andreas Kieser)

Höfen ist ein Dorf und seit 1971 ein Ortsteil der Stadt Winnenden im Rems-Murr-Kreis in Baden-Württemberg.

## Geschichte
Das Gründungsjahr wurde mit 1286 in den alten Geschichtsbüchern festgehalten. Der ursprüngliche Name lautete damals „in den Höffen“. Alte Bilder zeigen diesen Namen, zum Beispiel die Ansicht Höfens von 1686 im Forstlagerbuch von Andreas Kieser. Lange Zeit wurde der Ort in Ober- und Unterhöfen unterteilt. Die Teilung ist noch heute sichtbar, da die Trasse der Ortsdurchfahrt auf der ehemaligen Grenze liegt. Bis Ende 1971 war Höfen eine selbstständige Gemeinde.

## Politik

### Schultheißen und Bürgermeister
Die Schultheißen waren zumeist wohlhabende und angesehene Landwirte, die man umgangssprachlich auch Bauraschultes (Bauernschultheiß) nannte. Erst 1930 wurde in Württemberg die Amtsbezeichnung Schultheiß durch Bürgermeister ersetzt.
- 1788–1808: Georg David Hilt (auch Hilth geschrieben)[2]
- 1913: Friedrich Schwarz[3]

## Lage und Verkehrsanbindung
Höfen liegt westlich der Kernstadt Winnenden an der Landesstraße L 1851. Am östlichen Ortsrand fließt das Baacher Bächlein, ein rechter und nordöstlicher Zufluss des Buchenbachs, der am südlichen Ortsrand fließt.

## Sehenswürdigkeiten
- Ehemaliges Schlössle Höfen: Ehemaliges, kleines Landadelsschlösschen, erbaut um 1600. Das Anwesen war u. a. im Besitz der adligen Familie Breitschwert von Buchenbach. 1770 ging das Schlösschen an Hauptmann von Kohllöffel, der es bald darauf an den Schultheißen Georg David Hilt verkaufte. Seitdem ist das Schlössle im Besitz bürgerlicher Familien.